# Iberina
Iberina is een geslacht van spinnen uit de  familie van de Hahniidae (kamstaartjes).

## Soorten
- Iberina ljovuschkini Pichka, 1965
- Iberina mazarredoi Simon, 1881